# Motore V10

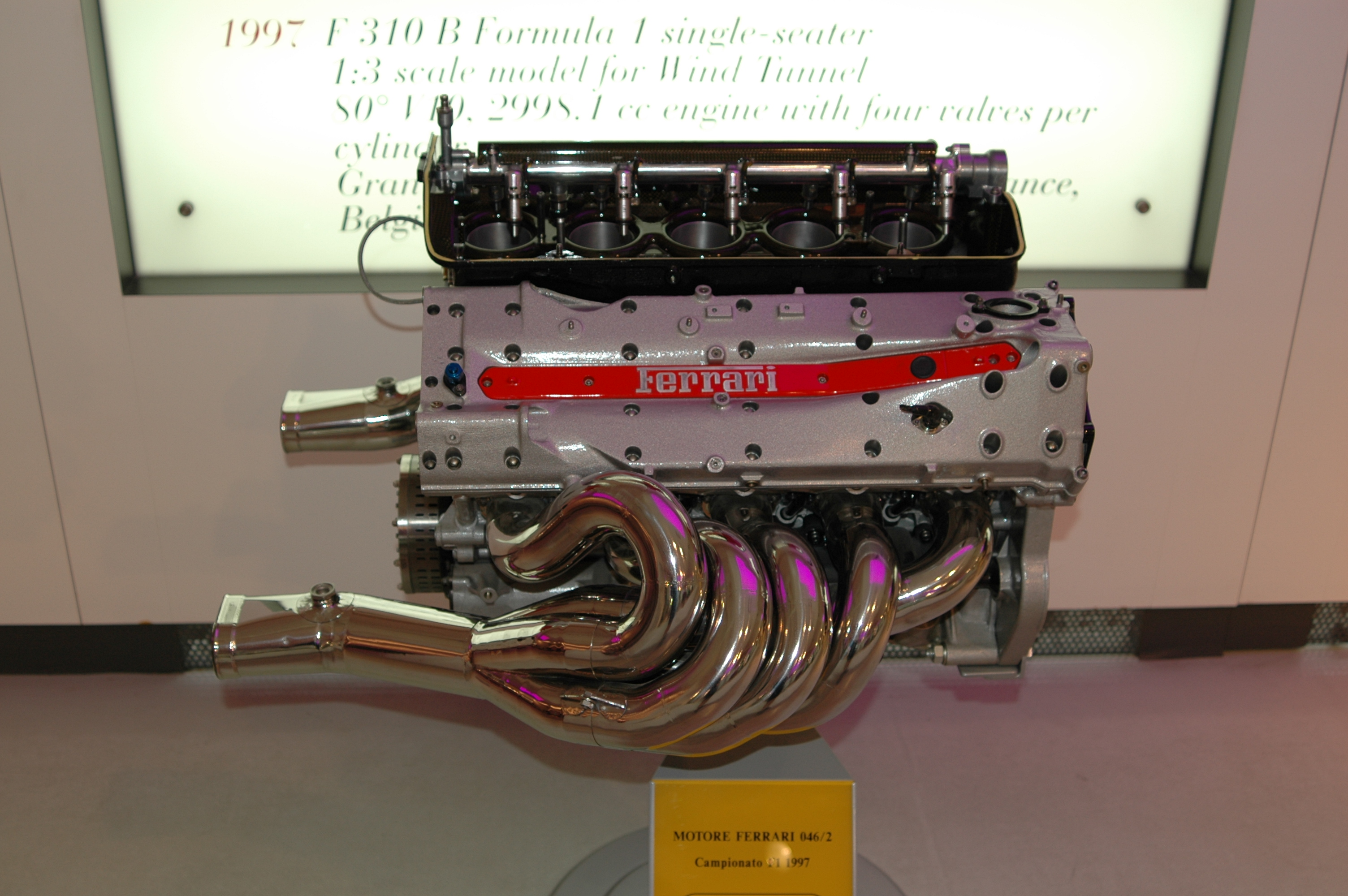
Il Motore Ferrari Tipo 046/2 V10, utilizzato nel 1997 sulla Ferrari F310B di Formula 1.

Il V10 è un motore con configurazione a V con 10 cilindri. I cilindri sono disposti su due bancate, composte da cinque cilindri ciascuna, angolate tra di loro.
La configurazione V10 è di per sé poco equilibrata. In moto si generano vibrazioni sul piano verticale che si ripercuotono su tutta la lunghezza del motore. Diventa pertanto indispensabile inserire un controalbero che bilanci il motore riducendo così le vibrazioni. Per ridurre le vibrazioni, sia verticali che orizzontali, il miglior angolo di bancata con il quale realizzare questi motori è quello di 72°.
I motori V10 sono molto complessi, richiedendo l'utilizzo pesante del sistema CAD; per questo la loro introduzione sul mercato iniziò solo negli anni ottanta. Per ridurre i costi di sviluppo, i motori V10 attuali sono basati sui motori V8, che però hanno un angolo di 90°, situazione non ottimale per l'equilibrio dei motori V10.

## Impiego
Il motore V10 è piuttosto raro nelle vetture stradali, sulle quali subisce la concorrenza del bilanciato motore V12.
Negli ultimi anni negli Stati Uniti d'America si è registrato un incremento nell'impiego di questa tipologia di motori. La Dodge Viper utilizza un V10 da 8,0 L (poi portato a 8,3 L) di cilindrata derivato da un motore per veicoli commerciali montato sul pick-up Dodge Ram SRT-10. Questo motore eroga una potenza di 507 cv .
Il V10 viene montato anche su i pick-up della Ford F250 e F350 e sul SUV Ford Escursion.
La Volkswagen Phaeton e il SUV Touareg possono montare, prime auto della loro categoria, un V10 a gasolio da 5.0L di cilindrata.
Lamborghini ha introdotto un suo motore V10 da 5.2L sulla Gallardo. Questo motore interrompe la tradizione dei motori V12 che aveva caratterizzato i modelli di punta della sua storia. Un motore V10 della stessa famiglia del propulsore Lamborghini viene montato anche sull'Audi R8 V10 da 5.2L, sportiva della casa tedesca. Di fatto, questo è un motore di nuova progettazione realizzato per l'intero gruppo VAG.
Il motore V10 venne introdotto nelle competizioni dalla Peugeot durante le fasi finali del campionato Endurance del 1990.

### Formula 1
Recentemente, l'impiego più importante del V10 si è avuto in Formula 1, dove venne introdotto dalla Renault e dalla Honda nel 1989 nella versione 3500 cm³, e montato sulla McLaren MP4/5 di Ayrton Senna e Alain Prost. Nel 1991, sulla Williams, debutta il nuovo motore V10 a valvole pneumatiche, che permette (insieme ad un eccellente telaio e alle sospensioni attive della squadra) di essere la vettura più veloce in quell'annata e di dominare la successiva. Nel 1996, anche la Ferrari adotta il V10, sostituendo l'imponente V12, utilizzato dal 1989. Scelta dovuta ai nuovi regolamenti che obbligavano i propulsori a non superare i 3000 cc. Nel 2001, nuovi regolamenti obbligarono tutte le squadre ad utilizzare esclusivamente motori V10. Molto particolare quello della Renault nel 2002 e 2003 che aveva un angolo di bancata di 110°. L'ultima stagione della F1 da 3000 cc si è avuta nel 2005 per poi cedere il campo a un nuovo regolamento con motori V8 a 90° da 2400 cc.

### Altre categorie
Di derivazione F1 è da ricordare il motore della BMW M5 e M6 da 507 CV.
Altro motore da competizione V10 è il Judd da 4.0L o 5.0L di cilindrata, utilizzato nelle gare del campionato Gran Turismo e di durata.